# Maurontus
Maurontus war der dux (nach der Chronik des Fredegar-Fortsetzers) oder Graf der Provence im frühen 8. Jahrhundert (720er/730er Jahre). Er strebte nach Unabhängigkeit vom Frankenreich unter Karl Martell und vom regionalen Anführer Abbo, der Rector von Maurienne und Susa war.
Möglicherweise ist Maurontos mit dem Hausmeier in Neustrien Waratto verwandt. Seine Macht in Marseille beruhte auf persönlichen Beziehungen zu den lokalen Familien, seine lokale und regionale Opposition kam ebenso aus diesen Kreisen, wie der Familie von Waldelenus († 615) um Besançon, welche die Alpenpässe Susa, Gap und Embrun kontrollierte.
Karl Martell versuchte nach dem Sieg von Poitiers 732 Burgund unter seine Kontrolle zu bringen, zunächst durch eine Vertragspolitik. Um 736 rief Maurontos die Sarazenen aus Septimanien unter Yusuf ibn Abd ar-Rahman al-Fihri, Wālī von Narbonne, zu Hilfe nach Avignon. 736 zog auch Karl Martell mit seinem Bruder Childebrand das Rhonetal ab Lyon hinunter und verwüstete mehrere Städte, eroberte Avignon und Arles. Die Reihenfolge ist unklar. Von Marseille aus wehrte sich Maurontus mit städtischen Patriziern, doch blieb er machtlos und musste sich nach dem Eingreifen des Langobardenkönigs Liutprand 737 oder 739 in die Alpen zurückziehen. Um 739 zog Karls Sohn Pippin mit Childebrand erneut nach Burgund. Karl Martell ernannte Abbo zur Belohnung zum Patricius der Provence und gab ihm ausgedehnte Ländereien (u. a. im Piemont), die er von den besiegten Feinden beschlagnahmt hatte.

## Einzelbelege
1. 1 2  Patrick J. Geary: Die Merowinger. Europa vor Karl dem Großen. C. H. Beck, München 2003, ISBN 978-3-406-49426-0 (google.de [abgerufen am 3. Februar 2022]).

| Personendaten    | Personendaten                                              |
| ---------------- | ---------------------------------------------------------- |
| NAME             | Maurontus                                                  |
| KURZBESCHREIBUNG | dux (nach der Chronik des Fredegar) oder Graf der Provence |
| GEBURTSDATUM     | 8. Jahrhundert                                             |
| STERBEDATUM      | 8. Jahrhundert oder 9. Jahrhundert                         |